# Yigoga helladica
Yigoga helladica là một loài bướm đêm trong họ Noctuidae.